# 34312 Deahaupt
34312 Deahaupt è un asteroide della fascia principale. Scoperto nel 2000, presenta un'orbita caratterizzata da un semiasse maggiore pari a 2,8700387 au e da un'eccentricità di 0,0540701, inclinata di 3,23753° rispetto all'eclittica.